# 唐皋 (清朝)
唐皋（？—1898年），四川奉節（今重庆市奉节）高治鄉仁義村人。清光緒年間農民起義軍領袖。
同治初年出生，有二位弟弟唐尧、唐豹，曾在武术团“白鹤队”习武，光绪二十四年（1898年）奉節大旱，唐皋率领饑民數百人起義，佔領周家硐，史稱「唐皋起義」或「周家硐農民起義」。唐皋叔父唐正光率眾在天台山擊退民團，斬殺團總許宗先，一時氣勢如虹，官吏闻风丧胆。後起義軍因糧食不繼，唐皋被迫同意谈判，清軍约定唐皋兄弟到清军驻地川主宫商谈，唐皋、唐尧信以為真，如期赴約，即被伏兵捉住。二月十八日，将唐皋、唐尧斩首示众。唐豹被押解至成都，生死不明。義軍將領鄧南堂亦被殺。